# ARV General José Trinidad Morán (F-12)
La ARV General José Trinidad Morán (F-12) de la Armada Venezolana fue una fragata de la clase Almirante Clemente botada en 1954 y asignada en 1956. Fue de baja en 1995.

## Construcción e historia
Fue construida por astillero Ansaldo de Livorno, Italia. La puesta de quilla fue el 5 de mayo de 1954 y la botadura el 12 de diciembre de 1954; entró en servicio en 1956.
Fragata de 1300 t de desplazamiento (estándar) y 1500 t a plena carga; 99,1 m de eslora, 10,8 m de manga y 3,7 m de calado; propulsión de 2× calderas + 2× conjuntos de turbinas.
Fue modernizada en el astillero Camell Laird entre 1968 y 1976. Se le reemplazaron los cañones. Fue dada de baja en 1995.